# Harrisville (Michigan)
Harrisville – miasto w Stanach Zjednoczonych, w stanie Michigan, na Półwyspie Dolnym (region Northern Michigan), w hrabstwie Alcona (siedziba władz hrabstwa), na wybrzeżu jeziora Huron. W mieście znajduje się przystań dla jachtów, a na południe od miasta znajduje się Park stanowy Harrisville. W 2010 r. miejscowość zamieszkiwały 493 osoby, a w przeciągu dziesięciu lat liczba ludności spadła o 4,1%.